# Safo (Schrift)
Safo ist eine Pasigrafie, die der deutsche Benediktinerpater Andre Eckardt in der ersten Hälfte des 20. Jahrhunderts entwickelte.
Eckardt widmete sich während seines 20-jährigen Aufenthaltes als Missionar in Korea intensiven Sprachstudien. Ausgehend von den chinesischen Schriftzeichen entwickelte er eine Wortschrift. Der Name dieser Schrift rührte von den Silben „sa“ (Sinn) und „fo“ (Schrift) her, bedeutet also „Wortschrift“.

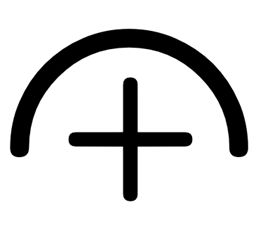
sa (Sinn)
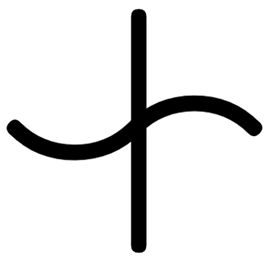
fo (Schrift)

## Hintergrund
Eckardt ging von verschiedenen Gesichtspunkten aus:
1. die Zeichen müssen einfach, leicht erkennbar und leicht schreibbar, sowie zahlenmäßig begrenzt sein;
2. die bereits international gebrauchten Zeichen müssen nach Möglichkeit – wie die Zahlen – in das System einbezogen werden;
3. die Zeichen müssen wie eine Buchstabenschrift nebeneinander geschrieben werden können, sodass auch eine Schreibmaschine entsprechend konstruiert werden kann;
4. die einzelnen Wortarten wie Verbum, Adjektiv usw. müssen kenntlich gemacht sein;
5. eine leichte Umschrift muss die Möglichkeit geben, die Zeichen leichter zu merken und im Wörterbuch aufgefunden zu werden. Dies erleichtert die Drucklegung.

## Wortschatz
Jedes Zeichen hat neben seiner silbigen Aussprache auch eine Bedeutung. So sieht dies bei den ersten zehn Zeichen der Safo-Schrift aus:

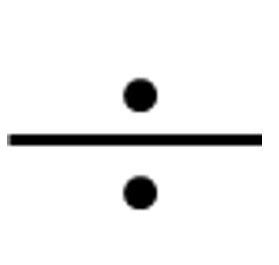
ab (Divisions- zeichen)
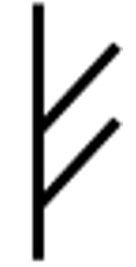
eb Weg
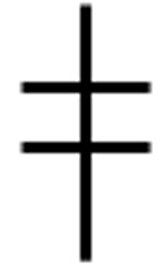
ib (Verallge- meinerung)
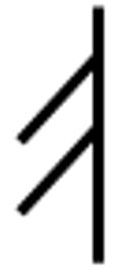
ob Seite
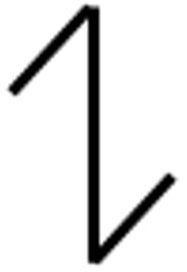
ub Beziehung

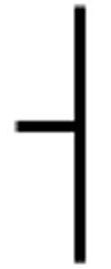
ad Besitz
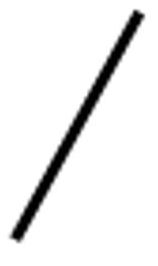
ed Neigung (Bruchstrich)
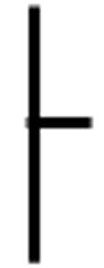
id Glied
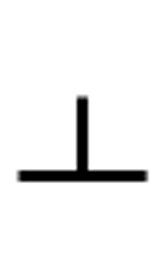
od Höhe
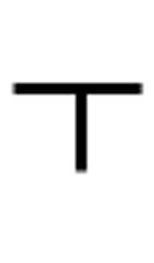
ud Tiefe